# Гондола, Фредди
Фредди Элиас Гондола Смит (исп. Freddy Elías Góndola Smith; род. 18 сентября 1995, Панама) — панамский футболист, нападающий.

## Клубная карьера
Футбольную карьеру начинал в составе коста-риканского клуба «Белен». 20 июля 2016 года в матче против клуба «Эредиано» дебютировал в чемпионате Коста-Рики.
25 июля 2018 года перешёл в панамский клуб «Университарио» Пенономе. 2 сентября 2018 года в матче против клуба «Индепендьенте де Ла Чоррера» дебютировал в чемпионате Панамы.
7 февраля 2020 года стал игроком венесуэльского клуба «Яракуянос». 8 февраля 2020 года в матче против клуба «Гран Валенсия» дебютировал в чемпионате Венесуэлы.
18 января 2024 года подписал контракт с клубом «Маккаби» Бней-Рейне. 30 января 2024 года в матче против клуба «Ашдод» дебютировал в чемпионате Израиля.
4 июня 2025 года Фредди покинул «Актобе».

## Карьера в сборной
8 октября 2021 года дебютировал за сборную Панамы в матче против сборной Сальвадора (0:1).

## Достижения
«Депортиво Тачира»
- Чемпион Венесуэлы: 2021

«Актобе»
- Бронзовый призёр Чемпионата Казахстана: 2024
- Обладатель кубка Казахстана: 2024

## Клубная статистика
| Игровая карьера | Игровая карьера      | Игровая карьера | Лига | Лига | Кубки | Кубки | Межд. | Межд. | Др. | Др. |
| --------------- | -------------------- | --------------- | ---- | ---- | ----- | ----- | ----- | ----- | --- | --- |
| 2021/22         | Алахуэленсе          | А               | 25   | 7    | —     | —     | —     | —     | —   | —   |
| 2022/23         | Алахуэленсе          | А               | 43   | 9    | —     | —     | 10    | 1     | —   | —   |
| 2023/24         | Алахуэленсе          | А               | 23   | 2    | —     | —     | 10    | 3     | —   | —   |
| 2023/24         | Маккаби (Бней-Рейне) | А               | 16   | 1    | 1     | 0     | —     | —     | —   | —   |
| 2024            | Актобе               | А               | 7    | 2    | 1     | 1     | —     | —     | —   | —   |
| 2025            | Актобе               | А               | 8    | 0    | 2     | 0     | —     | —     | —   | —   |